# Edoardo Raspelli
Edoardo Raspelli (Milano, 19 giugno 1949) è un giornalista, gastronomo, conduttore televisivo e scrittore italiano.
Ha stipulato con la Reale Mutua Assicurazioni una polizza su gusto e olfatto, assicurandoli per circa 500.000 euro. Ha subito un infarto nel 2002.

## Carriera

### Carta stampata
Nel 1969, mentre ancora frequentava il liceo classico iniziò a scrivere sul Corriere della Sera. A ventidue anni, nel 1971, venne assunto dall'allora direttore Giovanni Spadolini per l'edizione del pomeriggio del quotidiano, il Corriere d'Informazione. Si occupava della cronaca nera negli anni più drammatici del terrorismo (è stato il primo giornalista ad accorrere sul luogo dell'assassinio del commissario Luigi Calabresi il 17 maggio 1972). Suoi colleghi furono, fra gli altri, Walter Tobagi, Vittorio Feltri, Ferruccio De Bortoli, Massimo Donelli, Gigi Moncalvo, Gian Antonio Stella, Paolo Mereghetti e Gianni Mura. Dal 1973 è iscritto all'Ordine dei Giornalisti come giornalista professionista.
Il 10 ottobre 1975, su ordine del direttore di allora, Cesare Lanza, dette vita sul quotidiano milanese alle pagine settimanali dedicate ai ristoranti, con la rubrica di stroncature "Il faccino nero". Questa procurò a Raspelli un clamoroso successo, ma anche diverse minacce, a causa delle frequenti recensioni negative. Un giorno ricevette persino una corona di fiori recante il messaggio «Al nostro caro Edoardo»; Raspelli rispose sul numero successivo della rubrica con «Volevo ringraziare chi mi ha mandato la corona di fiori ma anche rassicurarlo: la sua cucina è sicuramente fetente ma non mortale».
È stato responsabile del Gambero Rosso, ai tempi supplemento del quotidiano il manifesto, a partire dal 1986, per qualche anno. È stato inoltre uno dei fondatori, nel 1978, della Guida d'Italia dell'Espresso, che poi avrebbe curato come responsabile tra il 1996 ed il 2001, occupandosi anche delle due pagine della rubrica "Il Goloso", pubblicata sul settimanale L'Espresso.
Dal 1986, ora ogni giovedì, sul quotidiano La Stampa Raspelli pubblica le proprie recensioni critiche su alberghi e ristoranti.
Ha una rubrica tutti i sabati sul Piacere della Lettura, il settimanale fondato da Bruno Vespa ed Andrea Cangini per Quotidiano Nazionale, dorso comune a tre quotidiani (Il Giorno, Il Resto del Carlino, La Nazione). Egli è inoltre editorialista del mensile Melaverde Magazine, e firma anche su In Famiglia ed Ora.
Nel 2015 ha scritto la prefazione al volume "La Cucina Di Parma" dello chef Augusto Farinotti.

### Televisione

Edoardo Raspelli ospite di una puntata del programma televisivo Mixer cultura, nel 1987

Fra i programmi televisivi cui ha partecipato Edoardo Raspelli: Star bene a tavola (con Anna Bartolini, su Odeon), Che fai, mangi? (con Anna Bartolini e Carla Urban/Enza Sampò su Rai 2), Eat Parade (rubrica del TG2 su Rai 2) e ha partecipato nel 1999 alla trasmissione Fenomeni (in prima serata, su Rai 2) con Piero Chiambretti, Aldo Busi e Giampiero Mughini. Sempre con Piero Chiambretti è stato attore (nella parte di un cameriere) nel film Ogni lasciato è perso. Nel 2005 ha condotto su Rete 4 in prima serata il quiz giallo Psyco, con Remo Girone.
Nel 2008 ha condotto su Rete 4 in prima serata il programma Attenti al lupo (il cui brano omonimo, interpretato da Lucio Dalla, era usato come sigla del programma). È stato guest star della fiction A un pelo dalla victoria, che il produttore cinematografico Gianfranco De Rosa ha realizzato per il Crodino; accanto a lui Victoria Cabello e Vittoria Belvedere. Nel 2017, sempre per Gianfranco De Rosa, ha interpretato Re Sole al Castello di Lunghezza per Madama Oliva. Accanto a lui, tra gli altri, Lele Dinero, Maura Anastasia, il piccolo Jacopo Gervasoni, Maria Laurita Gonzales, Eugenia Monasterio, Silvia Bamundo e altri.
Dal 1998 Edoardo Raspelli ha iniziato ad apparire (prima come inviato poi come conduttore, ogni domenica mattina su Rete 4 prima e dal 2012 Canale 5) nel programma Melaverde, per anni in collaborazione con Gabriella Carlucci, poi con Elisa Bagordo e infine con Ellen Hidding. È stato ospite della prima edizione di MasterChef Italia. Nel 2012 ha recitato nel film Asfalto rosso di Ettore Pasculli, che nel 2016 lo chiamerà per un'altra pellicola, Riso, amore e fantasia. Dopo 21 anni e 614 puntate di Melaverde, nel 2019 Raspelli lascia Mediaset.

### Politica locale
Ha coperto la carica di assessore comunale nei primi anni novanta nel comune di Bresso, in provincia di Milano, ove risiede tuttora. Dal 2013 è testimonial dell'associazione di volontariato dei City Angels. Raspelli trascorre diversi mesi all'anno in Val d'Ossola dove apprezza la natura e gli abitanti di tale territorio.

## Opere
- 100 ristoranti top, Milano, Elle, 1977.
- La guida di Milano, con Nicoletta Bellotti e Marinella Canesi, Roma, L'Espresso, 1980.
- Tuttovino. Dizionario enciclopedico del sommelier. Le 2000 parole che servono per parlare di vino, con Franco Tommaso Marchi, Brescia, AEB, 1980. ISBN 88-7027-016-5; 1981. ISBN 88-7027-018-1.
- I ristoranti di Edoardo Raspelli, I, Roma e Lazio, Voghera, 2R edizioni, 1983.
- Alta cucina. Le ricette segrete dei grandi ristoranti d'Italia, Casale Monferrato, Piemme, 1987.
- Ristoranti d'Italia. Guida critica alle 100 tavole eccellenti e alle loro migliori ricette segrete, Casale Monferrato, Piemme, 1987. ISBN 88-384-1211-X.
- Barbera & i piatti della tipica cucina regionale italiana consigliati con Barbera doc da 75 grandi ristoratori, selezionati da, Asti, Tipi-lito astese, 1988.
- Vacanze a tavola. 200 ristoranti per l'estate, consigliati da, Il sabato, 1989.
- I ristoranti mondiali. Guida alle migliori tavole delle dodici città di Italia '90, con la collaborazione di Franco Ziliani, Milano, Rusconi, 1990.
- Alta cucina italiana. Dall'antica tradizione dei migliori ristoranti d'Italia 400 ricette segrete e 100 menu speciali per portare in famiglia la cucina dei grandi cuochi, Casale Monferrato, Piemme, 1997. ISBN 88-384-2964-2.
- La guida d'Italia 1998, a cura e supervisione di, Roma, Editrice periodici culturali, 1997. ISBN 88-86824-41-6.
- La guida d'Italia 2000, a cura e supervisione di, Roma, L'Espresso, 2000. ISBN 88-86824-43-2.
- L'Italia a tavola con il re dei formaggi. Un viaggio in 28 ricette, selezionate da, Reggio Emilia, Consorzio del formaggio Parmigiano-Reggiano, 2000.
- Il Raspelli. Tre anni di viaggi tra ristoranti e alberghi, Torino, La Stampa, 2001. ISBN 88-7783-138-3.
- Italiagolosa. Cronache di un viaggiatore esigente, Milano, Mondadori, 2004. ISBN 88-04-53596-2.
- L'Italia in tavola, Milano, Mondadori, 2007. ISBN 978-88-04-56758-5.